# غوشنة خضراء
غوشنة خضراء (الاسم العلمي:Morchella viridis) هي نوع من الفطريات يتبع جنس الغوشنة من الفصيلة الغوشنية.